# Axel Bordón
Axel Bordón (Pilar, Buenos Aires, Argentina; 28 de marzo de 1996) es un futbolista argentino. Juega como lateral derecho y su equipo actual es San Martín de Tucumán, de la Primera Nacional de Argentina.

## Trayectoria
Luego de haber realizado su etapa formativa en las inferiores de Vélez Sarsfield y Tigre, el cual lo dejó libre en 2017, luego de hacer una prueba en el recién fundado Real Pilar Fútbol Club, que estaba armando su plantel para hacer su debut en la Primera D, queda seleccionado para ser parte del plantel superior del nuevo equipo del fútbol argentino. Su debut profesional fue el 3 de septiembre de ese año, en la derrota 3 a 1 frente a Victoriano Arenas, por la primera fecha del Campeonato de Primera D 2017-18.
En total con el conjunto de Pilar disputó 25 partidos y no anotó goles.
En 2018, para disputar el Campeonato de Primera D 2018-19, se une a Argentino de Merlo, con los cuales jugó 17 partidos, y convirtió 1 gol.
El siguiente año y medio fue parte del plantel superior de Sportivo Barracas, también de la Primera D, en los que pudo jugar 18 partidos y anotar 1 gol, jugando a un gran nivel, que le permitió ser buscado por Barracas Central, que se encontraba jugando la Primera Nacional.
En "el guapo"" permaneció dos años, en los cuales no tuvo mucho rodaje, participando solamente en 10 partidos durante su estadía, pero fue parte del plantel que logró el ascenso a la Primera División de Argentina en 2021, y también pudo hacer su debut en la máxima categoría del fútbol argentino.
Para 2023 se une a San Martín de Tucumán de la Primera Nacional.

## Estadísticas

### Clubes
Actualizado de acuerdo al último partido jugado el 23 de febrero de 2025.
| Club                         | Div.          | Temporada     | Liga  | Liga  | Liga   | Copas nacionales | Copas nacionales | Copas nacionales | Torneos internacionales | Torneos internacionales | Torneos internacionales | Total | Total | Total  |
| Club                         | Div.          | Temporada     | Part. | Goles | Asist. | Part.            | Goles            | Asist.           | Part.                   | Goles                   | Asist.                  | Part. | Goles | Asist. |
| ---------------------------- | ------------- | ------------- | ----- | ----- | ------ | ---------------- | ---------------- | ---------------- | ----------------------- | ----------------------- | ----------------------- | ----- | ----- | ------ |
| Real Pilar F. C. Argentina   | 5.ª           | 2017-18       | 25    | 0     | 1      | —                | —                | —                | —                       | —                       | —                       | 25    | 0     | 1      |
| Real Pilar F. C. Argentina   | Total club    | Total club    | 25    | 0     | 1      | 0                | 0                | 0                | 0                       | 0                       | 0                       | 25    | 0     | 1      |
| Argentino de Merlo Argentina | 5.ª           | 2018-19       | 16    | 1     | 0      | 1                | 0                | 0                | —                       | —                       | —                       | 17    | 1     | 0      |
| Argentino de Merlo Argentina | Total club    | Total club    | 16    | 1     | 0      | 1                | 0                | 0                | 0                       | 0                       | 0                       | 17    | 1     | 0      |
| Sportivo Barracas Argentina  | 5.ª           | 2019-20       | 9     | 1     | 0      | 1                | 0                | 0                | —                       | —                       | —                       | 10    | 1     | 0      |
| Sportivo Barracas Argentina  | 5.ª           | 2020          | 8     | 0     | 0      | —                | —                | —                | —                       | —                       | —                       | 8     | 0     | 0      |
| Sportivo Barracas Argentina  | Total club    | Total club    | 17    | 1     | 0      | 1                | 0                | 0                | 0                       | 0                       | 0                       | 18    | 1     | 0      |
| Barracas Central Argentina   | 2.ª           | 2021          | 6     | 0     | 0      | —                | —                | —                | —                       | —                       | —                       | 6     | 0     | 0      |
| Barracas Central Argentina   | 1.ª           | 2022          | —     | —     | —      | 4                | 0                | 0                | —                       | —                       | —                       | 4     | 0     | 0      |
| Barracas Central Argentina   | Total club    | Total club    | 6     | 0     | 0      | 4                | 0                | 0                | 0                       | 0                       | 0                       | 10    | 0     | 0      |
| San Martín (T) Argentina     | 2.ª           | 2023          | 17    | 0     | 0      | 1                | 0                | 0                | —                       | —                       | —                       | 18    | 0     | 0      |
| San Martín (T) Argentina     | 2.ª           | 2024          | 9     | 1     | 1      | —                | —                | —                | —                       | —                       | —                       | 9     | 1     | 1      |
| San Martín (T) Argentina     | 2.ª           | 2025          | 1     | 0     | 0      | —                | —                | —                | —                       | —                       | —                       | 1     | 0     | 0      |
| San Martín (T) Argentina     | Total club    | Total club    | 27    | 1     | 1      | 1                | 0                | 0                | 0                       | 0                       | 0                       | 28    | 1     | 1      |
| Total carrera                | Total carrera | Total carrera | 91    | 3     | 2      | 7                | 0                | 0                | 0                       | 0                       | 0                       | 98    | 3     | 2      |
| 1. 2.                        |               |               |       |       |        |                  |                  |                  |                         |                         |                         |       |       |        |